# Qualificazioni al campionato europeo femminile under 19 di calcio 2018
Le qualificazioni al campionato europeo femminile under 19 di calcio 2018 sono state un torneo organizzato dall'Union of European Football Associations (UEFA) riservato alle nazionali di calcio femminile atto a determinare le squadre che affiancheranno la Svizzera nella fase finale del campionato europeo femminile under 19 di calcio 2018.
Esclusa la Svizzera in quanto nazione organizzatrice, 48 delle rimanenti 54 nazionali femminili UEFA sono ammesse al torneo, tra le quali la nazionale del Kosovo che partecipa per la prima volta alla competizione. Le giocatrici ammesse devono essere nate il od oltre la data del 1º gennaio 1999.

## Formato e regolamento
Il torneo consiste in due fasi:
- Prima fase:  Le 48 nazionali sono suddivise in dodici gironi da quattro squadre ciascuno. Ogni gruppo gioca un girone all'italiana in gara unica che si disputa in una delle nazioni selezionate come ospitanti dal sorteggio iniziale. Le dodici nazionali vincitrici del girone, le dodici classificatesi al secondo posto e le quattro squadre terze classificate con il miglior punteggio realizzato contro le squadre del primo e del secondo posto nel loro gruppo vengono promosse alla seconda fase.
- Seconda fase (torneo Élite): le 28 nazionali sono suddivise in sette gironi da quattro squadre ciascuno. Ogni gruppo gioca un girone all'italiana in gara unica che si disputa in una delle nazioni selezionate come ospitanti da sorteggio. Le sette nazionali vincitrici del girone si qualificano direttamente per la fase finale.

Inizialmente il turno élite consisteva in 24 squadre, composte in sei gruppi di quattro squadre, con i sei vincitori del gruppo e il secondo classificato con il miglior record contro le squadre del primo e terzo posto nel proprio gruppo che si qualificano per il torneo finale. Dopo il sorteggio per il turno di qualificazione, la UEFA ha deciso di espandere il turno d'élite da 24 a 28 squadre, consentendo ad altre quattro nazionali terze classificate di accedere alla seconda parte delle qualificazioni.
Il programma di ciascun mini-torneo è il seguente (Regolamento Articolo 20.04):
| Giorno dell'incontro        | Partite      |
| --------------------------- | ------------ |
| Giornata 1                  | 1 v 4, 3 v 2 |
| Giorni di riposo (2 giorni) | —            |
| Giornata 2                  | 1 v 3, 2 v 4 |
| Giorni di riposo (2 giorni) | —            |
| Giornata 3                  | 2 v 1, 4 v 3 |

### Tiebreaker
Nel turno preliminare e nel girone élite, le squadre sono classificate in base ai punti conquistati, 3 punti in caso di vittoria, 1 per il pareggio e 0 punti per la sconfitta, e nel caso di eguale punteggio al termine dei turni vengono applicati i seguenti criteri di spareggio, nell'ordine dato, per determinare le classifiche (articoli 14.01 and 14.02):
1. maggiore numero di punti negli scontri diretti tra le squadre interessate (classifica avulsa);
2. migliore differenza reti negli scontri diretti tra le squadre interessate (classifica avulsa);
3. maggiore numero di reti segnate negli scontri diretti tra le squadre interessate (classifica avulsa);
4. se, dopo aver applicato i criteri dall'1 al 3, ci sono squadre ancora in parità di punti, i criteri dall'1 al 3 si riapplicano alle sole squadre in questione. Se continua a persistere la parità, si procede con i criteri dal 5 al 9;
5. migliore differenza reti;
6. maggiore numero di reti segnate;
7. calci di rigore se le due squadre sono a parità di punti al termine dell'ultima giornata;
8. punti disciplina (cartellini rossi = 3 punti, cartellini gialli = un punto, espulsione per doppia ammonizione in un singolo incontro = 3 punti);
9. classifica del fair play;
10. sorteggio.

Per determinare la migliore seconda classificata nella seconda fase, sono considerati solamente i risultati ottenuti contro le squadre classificate al primo e al terzo posto e si prendono in considerazione, nell'ordine, i seguenti criteri:
1. maggiore numero di punti;
2. migliore differenza reti;
3. maggiore numero di reti segnate;
4. maggiore numero di reti segnate in trasferta;
5. classifica del fair play;
6. sorteggio.

## Prima fase

### Sorteggio
Il sorteggio per la prima fase di qualificazione si è tenuto a Nyon, Svizzera, l'11 novembre 2016 alle ore 10:00 CET, presso la sede UEFA.
Le squadre sono state suddivise in funzione del loro coefficiente di ranking, calcolato in base a quanto segue:
- Campionato europeo femminile under 19 di calcio 2014 fase finale e qualificazioni (fase preliminare e fase élite)
- Campionato europeo femminile under 19 di calcio 2015 fase finale e qualificazioni (fase preliminare e fase élite)
- Campionato europeo femminile under 19 di calcio 2016 fase finale e qualificazioni (fase preliminare e fase élite)

Ogni gruppo conteneva una squadra del Pot A, una squadra del Pot B, una squadra del Pot C e una squadra del Pot D. Per ragioni politiche le nazionali di Russia e Ucraina, Azerbaigian e Armenia, Serbia e Kosovo, Bosnia ed Erzegovina e Kosovo non sono state inserite nello stesso gruppo.
| Squadra  | Coeff | Rank |
| -------- | ----- | ---- |
| Svizzera | 9.333 | —    |

| Squadra     | Coeff  | Rank |
| ----------- | ------ | ---- |
| Spagna      | 15.667 | 1    |
| Francia     | 12.500 | 2    |
| Germania    | 12.333 | 3    |
| Inghilterra | 11.667 | 4    |
| Svezia      | 10.833 | 5    |
| Paesi Bassi | 10.667 | 6    |
| Norvegia    | 10.333 | 7    |
| Scozia      | 9.000  | 8    |
| Belgio      | 8.667  | 9    |
| Danimarca   | 8.500  | 10   |
| Russia      | 7.833  | 11   |
| Finlandia   | 7.667  | 12   |

| Squadra    | Coeff | Rank |
| ---------- | ----- | ---- |
| Austria    | 7.333 | 13   |
| Irlanda    | 7.333 | 14   |
| Italia     | 7.000 | 15   |
| Rep. Ceca  | 6.500 | 16   |
| Portogallo | 6.500 | 17   |
| Islanda    | 4.667 | 18   |
| Polonia    | 4.500 | 19   |
| Romania    | 4.333 | 20   |
| Serbia     | 4.167 | 21   |
| Ucraina    | 4.000 | 22   |
| Turchia    | 4.000 | 23   |
| Slovenia   | 3.833 | 24   |

| Squadra              | Coeff | Rank |
| -------------------- | ----- | ---- |
| Croazia              | 3.833 | 25   |
| Irlanda del Nord     | 3.667 | 26   |
| Ungheria             | 3.667 | 27   |
| Azerbaigian          | 3.500 | 28   |
| Grecia               | 3.500 | 29   |
| Bielorussia          | 3.333 | 30   |
| Bosnia ed Erzegovina | 3.333 | 31   |
| Moldavia             | 2.667 | 32   |
| Slovacchia           | 2.333 | 33   |
| Galles               | 1.667 | 34   |
| Montenegro           | 1.333 | 35   |
| Estonia              | 1.333 | 36   |

| Squadra    | Coeff | Rank |
| ---------- | ----- | ---- |
| Fær Øer    | 1.333 | 37   |
| Macedonia  | 1.333 | 38   |
| Cipro      | 0.667 | 39   |
| Israele    | 0.333 | 40   |
| Albania    | 0.000 | 41   |
| Bulgaria   | 0.000 | 42   |
| Kazakistan | 0.000 | 43   |
| Lituania   | 0.000 | 44   |
| Lettonia   | 0.000 | 45   |
| Georgia    | 0.000 | 46   |
| Armenia    | —     | 47   |
| Kosovo     | —     | 48   |

Note
- Le nazionali in grassetto sono qualificate per la fase finale.

| Andorra       |
| Gibilterra    |
| Liechtenstein |
| Lussemburgo   |
| Malta         |
| San Marino    |

### Gruppi
La prima fase di qualificazione doveva essere svolta entro il 29 ottobre 2017 e in base al calendario FIFA (FIFA International Match Calendar), a meno che tutte e quattro le squadre non avessero accettato di giocare in un'altra data:
- 11-19 settembre 2017
- 16-24 ottobre 2017

Gli orari fino al 28 ottobre 2017 sono CEST, in seguito CET.

#### Gruppo 1
Note: l'Islanda venne originariamente assegnata come nazione ospitante.
| Pos. | Squadra    | Pt | G | V | N | P | GF | GS | DR  |
| ---- | ---------- | -- | - | - | - | - | -- | -- | --- |
| 1.   | Germania   | 9  | 3 | 3 | 0 | 0 | 12 | 0  | +12 |
| 2.   | Islanda    | 6  | 3 | 2 | 0 | 1 | 9  | 1  | +8  |
| 3.   | Kosovo     | 1  | 3 | 0 | 1 | 2 | 1  | 6  | +5  |
| 4.   | Montenegro | 1  | 3 | 0 | 1 | 2 | 1  | 16 | -15 |

Fonte: sito UEFA.
| Arbitro: | Triinu Laos |

|  |           | |
|  | Marcatori | 47’, 61’ Eiríksdóttir 58’ Ragnarsdóttir 63’ Jóhannesdóttir 65’ Daníelsdóttir 83’ Einarsdóttir 85’ Árnadóttir |

| Arbitro: | Meliz Özçiğdem |

|                                          |           |  |
| Oberdorf 31’ Ejupi 42’ (aut.) Wieder 48’ | Marcatori |  |

| Arbitro: | Triinu Laos |

|                         |           |  |
| Jóhannesdóttir 33’, 85’ | Marcatori |  |

| Arbitro: | Lois Otte |

| |           |  |
| Schneider 20’ Čabarkapa 42’ (aut.) Šaranović 48’ (aut.) Kössler 58’, 88’ Chmielinski 68’ Ebert 79’, 84’ | Marcatori |  |

| Arbitro: | Lois Otte |

|  |           |            |
|  | Marcatori | 9’ Kössler |

| Arbitro: | Meliz Özçiğdem |

|           |           |               |
| Shala 33’ | Marcatori | 34’ Šaranović |

#### Gruppo 2
| Pos. | Squadra     | Pt | G | V | N | P | GF | GS | DR  |
| ---- | ----------- | -- | - | - | - | - | -- | -- | --- |
| 1.   | Inghilterra | 9  | 3 | 3 | 0 | 0 | 14 | 0  | +14 |
| 2.   | Slovenia    | 4  | 3 | 1 | 1 | 1 | 4  | 1  | +3  |
| 3.   | Galles      | 4  | 3 | 1 | 1 | 1 | 6  | 4  | +2  |
| 4.   | Kazakistan  | 0  | 3 | 0 | 0 | 3 | 0  | 19 | -19 |

| 18 ottobre 2017 | Inghilterra | 9 - 0 | Kazakistan  | Şımkent |
| 18 ottobre 2017 | Galles      | 0 - 0 | Slovenia    | Şımkent |
| 21 ottobre 2017 | Slovenia    | 4 - 0 | Kazakistan  | Şımkent |
| 21 ottobre 2017 | Inghilterra | 4 - 0 | Galles      | Şımkent |
| 24 ottobre 2017 | Slovenia    | 0 - 1 | Inghilterra | Şımkent |
| 24 ottobre 2017 | Kazakistan  | 0 - 6 | Galles      | Şımkent |

Fonte: sito UEFA.

#### Gruppo 3
| Pos. | Squadra    | Pt | G | V | N | P | GF | GS | DR  |
| ---- | ---------- | -- | - | - | - | - | -- | -- | --- |
| 1.   | Danimarca  | 9  | 3 | 3 | 0 | 0 | 18 | 2  | +16 |
| 2.   | Slovacchia | 6  | 3 | 2 | 0 | 1 | 5  | 7  | -2  |
| 3.   | Romania    | 3  | 3 | 1 | 0 | 2 | 6  | 12 | -6  |
| 4.   | Lituania   | 0  | 3 | 0 | 0 | 3 | 2  | 10 | -8  |

| 8 settembre 2017  | Slovacchia | 3 - 2 | Romania    | Marijampolė |
| 8 settembre 2017  | Danimarca  | 5 - 1 | Lituania   | Alytus      |
| 11 settembre 2017 | Danimarca  | 5 - 1 | Slovacchia | Marijampolė |
| 11 settembre 2017 | Romania    | 4 - 1 | Lituania   | Alytus      |
| 14 settembre 2017 | Romania    | 0 - 8 | Danimarca  | Marijampolė |
| 14 settembre 2017 | Lituania   | 0 - 1 | Slovacchia | Alytus      |

Fonte: sito UEFA.

#### Gruppo 4
| Pos. | Squadra     | Pt | G | V | N | P | GF | GS | DR  |
| ---- | ----------- | -- | - | - | - | - | -- | -- | --- |
| 1.   | Spagna      | 9  | 3 | 3 | 0 | 0 | 18 | 0  | +18 |
| 2.   | Azerbaigian | 4  | 3 | 1 | 1 | 1 | 2  | 6  | -4  |
| 3.   | Ucraina     | 3  | 3 | 1 | 0 | 2 | 5  | 6  | -1  |
| 4.   | Albania     | 1  | 3 | 0 | 1 | 2 | 0  | 13 | -13 |

| 25 ottobre 2017 | Azerbaigian | 2 - 0 | Ucraina     | Kamëz   |
| 25 ottobre 2017 | Spagna      | 8 - 0 | Albania     | Durazzo |
| 28 ottobre 2017 | Spagna      | 6 - 0 | Azerbaigian | Kamëz   |
| 28 ottobre 2017 | Ucraina     | 5 - 0 | Albania     | Durazzo |
| 31 ottobre 2017 | Ucraina     | 0 - 4 | Spagna      | Kamëz   |
| 31 ottobre 2017 | Albania     | 0 - 0 | Azerbaigian | Durazzo |

Fonte: sito UEFA.

#### Gruppo 5
| Pos. | Squadra          | Pt | G | V | N | P | GF | GS | DR  |
| ---- | ---------------- | -- | - | - | - | - | -- | -- | --- |
| 1.   | Norvegia         | 9  | 3 | 3 | 0 | 0 | 15 | 0  | +15 |
| 2.   | Portogallo       | 6  | 3 | 2 | 0 | 1 | 9  | 2  | +7  |
| 3.   | Irlanda del Nord | 3  | 3 | 1 | 0 | 2 | 2  | 10 | -8  |
| 4.   | Cipro            | 0  | 3 | 0 | 0 | 3 | 1  | 15 | -14 |

| 18 ottobre 2017 | Norvegia         | 6 - 0 | Cipro            | Mangualde |
| 18 ottobre 2017 | Irlanda del Nord | 0 - 2 | Portogallo       | Viseu     |
| 20 ottobre 2017 | Norvegia         | 7 - 0 | Irlanda del Nord | Nelas     |
| 20 ottobre 2017 | Portogallo       | 7 - 0 | Cipro            | Mangualde |
| 23 ottobre 2017 | Portogallo       | 0 - 2 | Norvegia         | Viseu     |
| 23 ottobre 2017 | Cipro            | 1 - 2 | Irlanda del Nord | Nelas     |

Fonte: sito UEFA.

#### Gruppo 6
| Pos. | Squadra     | Pt | G | V | N | P | GF | GS | DR  |
| ---- | ----------- | -- | - | - | - | - | -- | -- | --- |
| 1.   | Paesi Bassi | 9  | 3 | 3 | 0 | 0 | 32 | 2  | +30 |
| 2.   | Irlanda     | 6  | 3 | 2 | 0 | 1 | 8  | 8  | 0   |
| 3.   | Lettonia    | 3  | 3 | 1 | 0 | 2 | 2  | 16 | -14 |
| 4.   | Estonia     | 0  | 3 | 0 | 0 | 3 | 1  | 17 | -16 |

| 18 ottobre 2017 | Estonia     | 0 - 3  | Irlanda     | Harkema |
| 18 ottobre 2017 | Paesi Bassi | 12 - 0 | Lettonia    | Assen   |
| 21 ottobre 2017 | Irlanda     | 4 - 0  | Lettonia    | Assen   |
| 21 ottobre 2017 | Paesi Bassi | 12 - 1 | Estonia     | Harkema |
| 24 ottobre 2017 | Irlanda     | 1 - 8  | Paesi Bassi | Assen   |
| 24 ottobre 2017 | Lettonia    | 2 - 0  | Estonia     | Harkema |

Fonte: sito UEFA.

#### Gruppo 7
| Pos. | Squadra  | Pt | G | V | N | P | GF | GS | DR  |
| ---- | -------- | -- | - | - | - | - | -- | -- | --- |
| 1.   | Francia  | 9  | 3 | 3 | 0 | 0 | 25 | 2  | +23 |
| 2.   | Italia   | 6  | 3 | 2 | 0 | 1 | 19 | 5  | +14 |
| 3.   | Fær Øer  | 3  | 3 | 1 | 0 | 2 | 4  | 20 | -16 |
| 4.   | Moldavia | 0  | 3 | 0 | 0 | 3 | 0  | 21 | -21 |

Fonte: sito UEFA.
| Arbitro: | Reelika Turi |

| |           |  |
| Delabre 14’, 30’ Palis 22’, 59’ Khelifi 25’, 54’, 56’ Bourma 63’ (rig.) Rey 84’ Cardia 88’ Roux 90’ | Marcatori |  |

| Arbitro: | Désirée Grundbacher |

|  |           |                                                                                   |
|  | Marcatori | 2’, 82’ Bonfantini 9’ Cacciamali 18’ Caruso 76’, 90+2’, 90+4’ Cantore 78’ Nichele |

| Arbitro: | Cheryl Foster |

|                                                                                |           |  |
| Richard 12’ Canon 16’, 26’, 60’ Roux 66’, 87’ Khelifi 82’ Bayo 83’ Delabre 90’ | Marcatori |  |

| Arbitro: | Désirée Grundbacher |

|                                                                                           |           |  |
| Glionna 6’, 42’ Baldi 13’ Santoro 15’ Regazzoli 28’, 55’, 90+1’ Caruso 56’ Bonfantini 73’ | Marcatori |  |

| Arbitro: | Cheryl Foster |

|                            |           |                                               |
| Kergal 2’ (aut.) Polli 67’ | Marcatori | 8’, 49’, 90+4’ Delabre 21’ Lakrar 84’ Khelifi |

| Arbitro: | Reelika Turi |

|                                             |           |  |
| Mittfoss 48’, 55’ Hansen 59’ Benbakoura 85’ | Marcatori |  |

#### Gruppo 8
| Pos. | Squadra   | Pt | G | V | N | P | GF | GS | DR  |
| ---- | --------- | -- | - | - | - | - | -- | -- | --- |
| 1.   | Austria   | 9  | 3 | 3 | 0 | 0 | 9  | 0  | +9  |
| 2.   | Belgio    | 6  | 3 | 2 | 0 | 1 | 12 | 4  | +8  |
| 3.   | Croazia   | 3  | 3 | 1 | 0 | 2 | 1  | 11 | -10 |
| 4.   | Macedonia | 0  | 3 | 0 | 0 | 3 | 1  | 8  | -7  |

| 17 ottobre 2017 | Belgio    | 5 - 1 | Macedonia | Rohrbach an der Lafnitz |
| 17 ottobre 2017 | Croazia   | 0 - 4 | Austria   | Bad Waltersdorf         |
| 20 ottobre 2017 | Belgio    | 7 - 0 | Croazia   | Bad Waltersdorf         |
| 20 ottobre 2017 | Austria   | 2 - 0 | Macedonia | Rohrbach an der Lafnitz |
| 23 ottobre 2017 | Austria   | 3 - 0 | Belgio    | Rohrbach an der Lafnitz |
| 23 ottobre 2017 | Macedonia | 0 - 1 | Croazia   | Bad Waltersdorf         |

Fonte: sito UEFA.

#### Gruppo 9
| Pos. | Squadra     | Pt | G | V | N | P | GF | GS | DR  |
| ---- | ----------- | -- | - | - | - | - | -- | -- | --- |
| 1.   | Rep. Ceca   | 9  | 3 | 3 | 0 | 0 | 19 | 0  | +19 |
| 2.   | Svezia      | 6  | 3 | 2 | 0 | 1 | 9  | 2  | +7  |
| 3.   | Bielorussia | 3  | 3 | 1 | 0 | 2 | 2  | 10 | -8  |
| 4.   | Bulgaria    | 0  | 3 | 0 | 0 | 3 | 0  | 18 | -18 |

| 18 ottobre 2017 | Bielorussia | 0 - 8 | Rep. Ceca   | Dobrič |
| 18 ottobre 2017 | Svezia      | 7 - 0 | Bulgaria    | Albena |
| 21 ottobre 2017 | Svezia      | 2 - 0 | Bielorussia | Albena |
| 21 ottobre 2017 | Rep. Ceca   | 9 - 0 | Bulgaria    | Dobrič |
| 24 ottobre 2017 | Rep. Ceca   | 2 - 0 | Svezia      | Dobrič |
| 24 ottobre 2017 | Bulgaria    | 0 - 2 | Bielorussia | Albena |

Fonte: sito UEFA.

#### Gruppo 10
| Pos. | Squadra  | Pt | G | V | N | P | GF | GS | DR  |
| ---- | -------- | -- | - | - | - | - | -- | -- | --- |
| 1.   | Ungheria | 9  | 3 | 3 | 0 | 0 | 12 | 2  | +10 |
| 2.   | Turchia  | 4  | 3 | 1 | 1 | 1 | 7  | 5  | +2  |
| 3.   | Scozia   | 4  | 3 | 1 | 1 | 1 | 2  | 2  | 0   |
| 4.   | Armenia  | 0  | 3 | 0 | 0 | 3 | 0  | 12 | -12 |

| 18 ottobre 2017 | Scozia   | 2 - 0 | Armenia  | Szombathely |
| 18 ottobre 2017 | Ungheria | 5 - 2 | Turchia  | Bük         |
| 21 ottobre 2017 | Scozia   | 0 - 2 | Ungheria | Bük         |
| 21 ottobre 2017 | Turchia  | 5 - 0 | Armenia  | Szombathely |
| 24 ottobre 2017 | Turchia  | 0 - 0 | Scozia   | Szombathely |
| 24 ottobre 2017 | Armenia  | 0 - 5 | Ungheria | Bük         |

Fonte: sito UEFA.

#### Gruppo 11
| Pos. | Squadra              | Pt | G | V | N | P | GF | GS | DR  |
| ---- | -------------------- | -- | - | - | - | - | -- | -- | --- |
| 1.   | Serbia               | 7  | 3 | 2 | 1 | 0 | 7  | 1  | +6  |
| 2.   | Finlandia            | 5  | 3 | 1 | 2 | 0 | 12 | 2  | +10 |
| 3.   | Israele              | 2  | 3 | 0 | 2 | 1 | 3  | 6  | -3  |
| 4.   | Bosnia ed Erzegovina | 1  | 3 | 0 | 1 | 2 | 2  | 15 | -13 |

| 12 settembre 2017 | Bosnia ed Erzegovina | 0 - 3  | Serbia               | Tammela     |
| 12 settembre 2017 | Finlandia            | 1 - 1  | Israele              | Tammela     |
| 15 settembre 2017 | Serbia               | 3 - 0  | Israele              | Tammela     |
| 15 settembre 2017 | Finlandia            | 10 - 0 | Bosnia ed Erzegovina | Tammela     |
| 18 settembre 2017 | Serbia               | 1 - 1  | Finlandia            | Tammela     |
| 18 settembre 2017 | Israele              | 2 - 2  | Bosnia ed Erzegovina | Hämeenlinna |

Fonte: sito UEFA.

#### Gruppo 12
| Pos. | Squadra | Pt | G | V | N | P | GF | GS | DR  |
| ---- | ------- | -- | - | - | - | - | -- | -- | --- |
| 1.   | Polonia | 7  | 3 | 2 | 1 | 0 | 12 | 3  | +9  |
| 2.   | Russia  | 5  | 3 | 1 | 2 | 0 | 6  | 2  | +4  |
| 3.   | Grecia  | 2  | 3 | 0 | 2 | 1 | 2  | 4  | -2  |
| 4.   | Georgia | 1  | 3 | 0 | 1 | 2 | 1  | 12 | -11 |

| 12 settembre 2017 | Russia  | 4 - 0 | Georgia  | Tbilisi |
| 12 settembre 2017 | Grecia  | 1 - 3 | Polonia  | Tbilisi |
| 15 settembre 2017 | Polonia | 7 - 0 | Georgia  | Tbilisi |
| 15 settembre 2017 | Russia  | 0 - 0 | Grecia   | Tbilisi |
| 18 settembre 2017 | Polonia | 2 - 2 | Russia h | Tbilisi |
| 18 settembre 2017 | Georgia | 1 - 1 | Grecia   | Tbilisi |

Fonte: sito UEFA.

### Raffronto tra le terze classificate
| Pos | Gr | Squadra          | Pt | G | V | N | P | GF | GS | DR  |
| --- | -- | ---------------- | -- | - | - | - | - | -- | -- | --- |
| 1.  | 12 | Grecia           | 1  | 2 | 0 | 1 | 1 | 1  | 3  | -2  |
| 2.  | 10 | Scozia           | 1  | 2 | 0 | 1 | 1 | 0  | 2  | -2  |
| 3.  | 11 | Israele          | 1  | 2 | 0 | 1 | 1 | 1  | 4  | -3  |
| 4.  | 2  | Galles           | 1  | 2 | 0 | 1 | 1 | 0  | 4  | -4  |
| 5.  | 1  | Kosovo           | 0  | 2 | 0 | 0 | 2 | 0  | 5  | -5  |
| 6.  | 4  | Ucraina          | 0  | 2 | 0 | 0 | 2 | 0  | 6  | -6  |
| 7.  | 3  | Romania          | 0  | 2 | 0 | 0 | 2 | 2  | 11 | -9  |
| 8.  | 5  | Irlanda del Nord | 0  | 2 | 0 | 0 | 2 | 0  | 9  | -9  |
| 9.  | 9  | Bielorussia      | 0  | 2 | 0 | 0 | 2 | 0  | 10 | -10 |
| 10. | 8  | Croazia          | 0  | 2 | 0 | 0 | 2 | 0  | 11 | -11 |
| 11. | 6  | Lettonia         | 0  | 2 | 0 | 0 | 2 | 0  | 16 | -16 |
| 12. | 7  | Fær Øer          | 0  | 2 | 0 | 0 | 2 | 0  | 20 | -20 |

## Fase élite

### Sorteggio
Il sorteggio per il turno élite di qualificazione si è tenuto a Nyon, Svizzera, il 24 novembre 2017. Per il sorteggio le squadre sono state divise in quattro urne in base ai risultati ottenuti al termine della prima fase delle qualificazioni. Ogni gruppo contiene una squadra appartenente a ciascuna delle quattro urne, per un totale di sette raggruppamenti.
| Pos. | Gr. | Squadra     | Pt. | DR  |
| ---- | --- | ----------- | --- | --- |
| 1.   | 6   | Paesi Bassi | 9   | +30 |
| 2.   | 7   | Francia     | 9   | +23 |
| 3.   | 9   | Rep. Ceca   | 9   | +19 |
| 4.   | 4   | Spagna      | 9   | +18 |
| 5.   | 3   | Danimarca   | 9   | +16 |
| 6.   | 5   | Norvegia    | 9   | +15 |
| 7.   | 2   | Inghilterra | 9   | +14 |

| Pos. | Gr. | Squadra  | Pt. | DR  |
| ---- | --- | -------- | --- | --- |
| 8.   | 1   | Germania | 9   | +12 |
| 9.   | 10  | Ungheria | 9   | +10 |
| 10.  | 8   | Austria  | 9   | +9  |
| 11.  | 12  | Polonia  | 7   | +9  |
| 12.  | 11  | Serbia   | 7   | +6  |
| 13.  | 7   | Italia   | 6   | +14 |
| 14.  | 8   | Belgio   | 6   | +8  |

| Pos. | Gr. | Squadra    | Pt. | DR  |
| ---- | --- | ---------- | --- | --- |
| 15.  | 1   | Islanda    | 6   | +8  |
| 16.  | 9   | Svezia     | 6   | +7  |
| 17.  | 5   | Portogallo | 6   | +7  |
| 18.  | 6   | Irlanda    | 6   | 0   |
| 19.  | 3   | Slovacchia | 6   | -2  |
| 20.  | 11  | Finlandia  | 5   | +10 |
| 21.  | 12  | Russia     | 5   | +4  |

| Pos. | Gr. | Squadra     | Pt. | DR |
| ---- | --- | ----------- | --- | -- |
| 22.  | 2   | Slovenia    | 4   | +3 |
| 23.  | 10  | Turchia     | 4   | +2 |
| 24.  | 2   | Galles      | 4   | +2 |
| 25.  | 10  | Scozia      | 4   | 0  |
| 26.  | 4   | Azerbaigian | 4   | -4 |
| 27.  | 12  | Grecia      | 2   | -2 |
| 28.  | 11  | Israele     | 2   | -3 |

### Gruppi élite
La fase élite di qualificazione viene svolta in base al calendario FIFA in due possibili periodi a seconda degli accordi presi dalle nazionali sorteggiate nello stesso gruppo:
- 2-10 aprile 2018,
- 4-12 giugno 2018.

#### Gruppo 1 élite
| Pos. | Squadra  | Pt | G | V | N | P | GF | GS | DR  |
| ---- | -------- | -- | - | - | - | - | -- | -- | --- |
| 1.   | Norvegia | 9  | 3 | 3 | 0 | 0 | 8  | 1  | +7  |
| 2.   | Islanda  | 6  | 3 | 2 | 0 | 1 | 3  | 2  | +1  |
| 3.   | Polonia  | 3  | 3 | 1 | 0 | 2 | 6  | 2  | +4  |
| 4.   | Grecia   | 0  | 3 | 0 | 0 | 3 | 1  | 13 | -12 |

| 5 giugno 2018  | Norvegia | 5 - 1 | Grecia   | Włocławek  |
| 5 giugno 2018  | Islanda  | 1 - 0 | Polonia  | Toruń      |
| 8 giugno 2018  | Norvegia | 2 - 0 | Islanda  | Inowrocław |
| 8 giugno 2018  | Polonia  | 6 - 0 | Grecia   | Inowrocław |
| 11 giugno 2018 | Polonia  | 0 - 1 | Norvegia | Włocławek  |
| 11 giugno 2018 | Grecia   | 0 - 2 | Islanda  | Toruń      |

Fonte: sito UEFA.

#### Gruppo 2 élite
| Pos. | Squadra     | Pt | G | V | N | P | GF | GS | DR  |
| ---- | ----------- | -- | - | - | - | - | -- | -- | --- |
| 1.   | Germania    | 9  | 3 | 3 | 0 | 0 | 14 | 2  | +12 |
| 2.   | Inghilterra | 6  | 3 | 2 | 0 | 1 | 12 | 4  | +8  |
| 3.   | Israele     | 1  | 3 | 0 | 1 | 2 | 1  | 7  | -6  |
| 4.   | Slovacchia  | 1  | 3 | 0 | 1 | 2 | 0  | 14 | -14 |

| 3 aprile 2018 | Inghilterra | 4 - 1 | Israele     | Dunajská Lužná |
| 3 aprile 2018 | Slovacchia  | 0 - 8 | Germania    | Senec          |
| 6 aprile 2018 | Germania    | 3 - 0 | Israele     | Dunajská Lužná |
| 6 aprile 2018 | Inghilterra | 6 - 0 | Slovacchia  | Senec          |
| 9 aprile 2018 | Germania    | 3 - 2 | Inghilterra | Dunajská Lužná |
| 9 aprile 2018 | Israele     | 0 - 0 | Slovacchia  | Senec          |

Fonte: sito UEFA.

#### Gruppo 3 élite
| Pos. | Squadra     | Pt | G | V | N | P | GF | GS | DR  |
| ---- | ----------- | -- | - | - | - | - | -- | -- | --- |
| 1.   | Francia     | 9  | 3 | 3 | 0 | 0 | 9  | 1  | +8  |
| 2.   | Finlandia   | 6  | 3 | 2 | 0 | 1 | 7  | 2  | +5  |
| 3.   | Belgio      | 3  | 3 | 1 | 0 | 2 | 5  | 4  | +1  |
| 4.   | Azerbaigian | 0  | 3 | 0 | 0 | 3 | 1  | 15 | -14 |

| 4 aprile 2018  | Francia     | 6 - 0 | Azerbaigian | Lahti  |
| 4 aprile 2018  | Finlandia   | 2 - 0 | Belgio      | Lahti  |
| 7 aprile 2018  | Belgio      | 5 - 1 | Azerbaigian | Lahti  |
| 7 aprile 2018  | Francia     | 2 - 1 | Finlandia   | Lahti  |
| 10 aprile 2018 | Belgio      | 0 - 1 | Francia     | Lahti  |
| 10 aprile 2018 | Azerbaigian | 0 - 4 | Finlandia   | Vantaa |

Fonte: sito UEFA.

#### Gruppo 4 élite
| Pos. | Squadra | Pt | G | V | N | P | GF | GS | DR  |
| ---- | ------- | -- | - | - | - | - | -- | -- | --- |
| 1.   | Spagna  | 9  | 3 | 3 | 0 | 0 | 11 | 0  | +11 |
| 2.   | Turchia | 4  | 3 | 1 | 1 | 1 | 3  | 6  | -3  |
| 3.   | Austria | 2  | 3 | 0 | 2 | 1 | 2  | 5  | -3  |
| 4.   | Irlanda | 1  | 3 | 0 | 1 | 2 | 1  | 6  | -5  |

| 2 aprile 2018 | Irlanda | 1 - 1 | Austria | Cork |
| 2 aprile 2018 | Spagna  | 5 - 0 | Turchia | Cork |
| 5 aprile 2018 | Austria | 1 - 1 | Turchia | Cork |
| 5 aprile 2018 | Spagna  | 3 - 0 | Irlanda | Cork |
| 8 aprile 2018 | Austria | 0 - 3 | Spagna  | Cobh |
| 8 aprile 2018 | Turchia | 2 - 0 | Irlanda | Cork |

Fonte: sito UEFA.

#### Gruppo 5 élite
| Pos. | Squadra     | Pt | G | V | N | P | GF | GS | DR  |
| ---- | ----------- | -- | - | - | - | - | -- | -- | --- |
| 1.   | Paesi Bassi | 7  | 3 | 2 | 1 | 0 | 13 | 1  | +12 |
| 2.   | Svezia      | 7  | 3 | 2 | 1 | 0 | 4  | 2  | +2  |
| 3.   | Ungheria    | 3  | 3 | 1 | 0 | 2 | 2  | 7  | -5  |
| 4.   | Slovenia    | 0  | 3 | 0 | 0 | 3 | 1  | 10 | -9  |

| 4 aprile 2018  | Paesi Bassi | 6 - 0 | Slovenia    | Üllő    |
| 4 aprile 2018  | Svezia      | 1 - 0 | Ungheria    | Telki   |
| 7 aprile 2018  | Paesi Bassi | 1 - 1 | Svezia      | Csákvár |
| 7 aprile 2018  | Ungheria    | 2 - 0 | Slovenia    | Telki   |
| 10 aprile 2018 | Ungheria    | 0 - 6 | Paesi Bassi | Telki   |
| 10 aprile 2018 | Slovenia    | 1 - 2 | Svezia      | Üllő    |

Fonte: sito UEFA.

#### Gruppo 6 élite
| Pos. | Squadra    | Pt | G | V | N | P | GF | GS | DR |
| ---- | ---------- | -- | - | - | - | - | -- | -- | -- |
| 1.   | Danimarca  | 9  | 3 | 3 | 0 | 0 | 8  | 1  | +7 |
| 2.   | Serbia     | 6  | 3 | 2 | 0 | 1 | 5  | 3  | +2 |
| 3.   | Galles     | 3  | 3 | 1 | 0 | 2 | 2  | 5  | -3 |
| 4.   | Portogallo | 0  | 3 | 0 | 0 | 3 | 1  | 7  | -6 |

| 2 aprile 2018 | Danimarca  | 2 - 0 | Galles     | Pampilhosa |
| 2 aprile 2018 | Portogallo | 0 - 2 | Serbia     | Coimbra    |
| 5 aprile 2018 | Serbia     | 3 - 1 | Galles     | Coimbra    |
| 5 aprile 2018 | Danimarca  | 4 - 1 | Portogallo | Tōcha      |
| 8 aprile 2018 | Serbia     | 0 - 2 | Danimarca  | Pampilhosa |
| 8 aprile 2018 | Galles     | 1 - 0 | Portogallo | Tocha      |

Fonte: sito UEFA.

#### Gruppo 7 élite
| Pos. | Squadra   | Pt | G | V | N | P | GF | GS | DR  |
| ---- | --------- | -- | - | - | - | - | -- | -- | --- |
| 1.   | Italia    | 7  | 3 | 2 | 1 | 0 | 13 | 4  | +9  |
| 2.   | Rep. Ceca | 7  | 3 | 2 | 1 | 0 | 11 | 3  | +8  |
| 3.   | Scozia    | 1  | 3 | 0 | 1 | 2 | 2  | 6  | -4  |
| 4.   | Russia    | 1  | 3 | 0 | 1 | 2 | 1  | 14 | -13 |

| 2 aprile 2018 | Rep. Ceca | 2 - 1 | Scozia    | Edimburgo |
| 2 aprile 2018 | Russia    | 1 - 7 | Italia    | Edimburgo |
| 5 aprile 2018 | Rep. Ceca | 7 - 0 | Russia    | Edimburgo |
| 5 aprile 2018 | Italia    | 4 - 1 | Scozia    | Edimburgo |
| 8 aprile 2018 | Italia    | 2 - 2 | Rep. Ceca | Edimburgo |
| 8 aprile 2018 | Scozia    | 0 - 0 | Russia    | Edimburgo |

Fonte: sito UEFA.